# Église Saint-Géry d'Arras
Pour les articles homonymes, voir Église Saint-Géry.
L'église Saint-Géry d'Arras est une église de style néogothique située à Arras (Pas-de-Calais). Elle est rattachée au diocèse d'Arras.

## Accès
Située dans le quartier Méaulens, rue Neuve-du-Vivier, l'église est bordée au nord par la rue des Trois-Filloires et au sud par la rue du Puits-de-Saulty et la rue du Vivier.

## Historique
Elle est construite pour remplacer la chapelle du Vivier, qui faisait office d'église paroissiale mais était devenue trop petite. L'église est adossée à l'ancienne chapelle, dont quelques murs subsistent. Elle est l'œuvre de l'architecte arrageois Alexandre Grigny. Les travaux durent de 1860 à 1866. Construite en pierre, elle est de style néogothique, s'inspirant du XIIIe siècle. Son clocher est surmonté d'une flèche en pierre,,.
Un crucifix en chêne de l'église (toujours présent, devant le monument aux morts de l'église) inspira à Paul Verlaine le poème Le Crucifix :

« Au bout d'un bas-côté de l'église gothique, contre le mur que vient baiser le jour mystique d'un long vitrail d'azur et d’or finement roux, le crucifix se dresse… »

Comme de nombreux édifices d'Arras, l'église est partiellement détruite en 1914, au début de la Première Guerre mondiale. Le clocher est tombé, la voûte de la nef et du chœur a disparu, les charpentes sont hors d'usage et les sols défoncés. En 1921, il est décidé de raser les ruines jusqu'au soubassement en grès et de tout reconstruire. Le plan de l'église est alors modifié en partie : la flèche est moins haute et désormais entourée de quatre clochetons, l'église passe de 42 mètres de long à 45, les collatéraux sont remplacés par des petites nefs perpendiculaires à la nef centrale et la surface vitrée totale passe de 84 à 256 m². La structure de l'édifice est désormais en béton armé, plus solide. Les architectes sont Jean de Saint-Maurice, Maurice Fretellière, Édouard Lejoly et Eugène Tiercinier ; Paul Vaast réalise les sculptures du portail. L'église est rendue au culte le 19 mai 1932,,.
Les vitraux détruits lors des bombardements du début de la Seconde Guerre mondiale, en 1940, sont remplacés en 1961 par ceux du maître verrier lillois J. Largiller (La Nativité, Le Calvaire et d'autres sur saint Géry, à qui l'église est consacrée — avec ses parents, sacre comme évêque, prescription du culte et destruction de temples païens, guérison de malades et guérison d'un aveugle, lutte contre l'esclavage, création de la basilique Saint-Médard —).
En matière de mobilier, l'église abrite de nos jours un autel, un confessionnal et une statue d'ange, tous sculptés en bois. Derrière l'autel se trouve une statue de saint Géry. Près du confessionnal est installée une statue du Curé d'Ars. On compte aussi un orgue Cavaillé-Coll.
En 2013, un éclairage nocturne est aménagé sur la façade, au niveau de l'entrée et du porche.

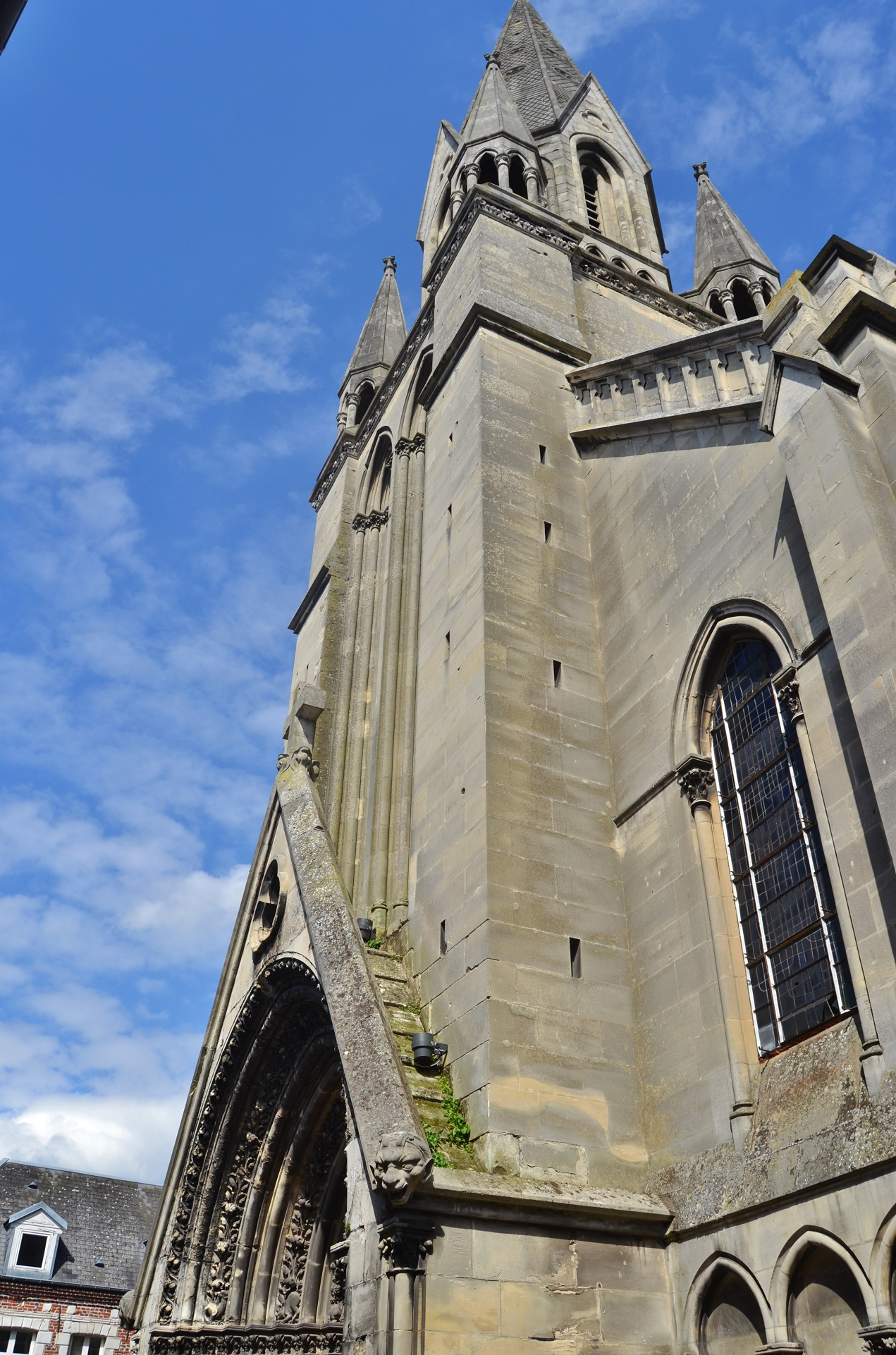
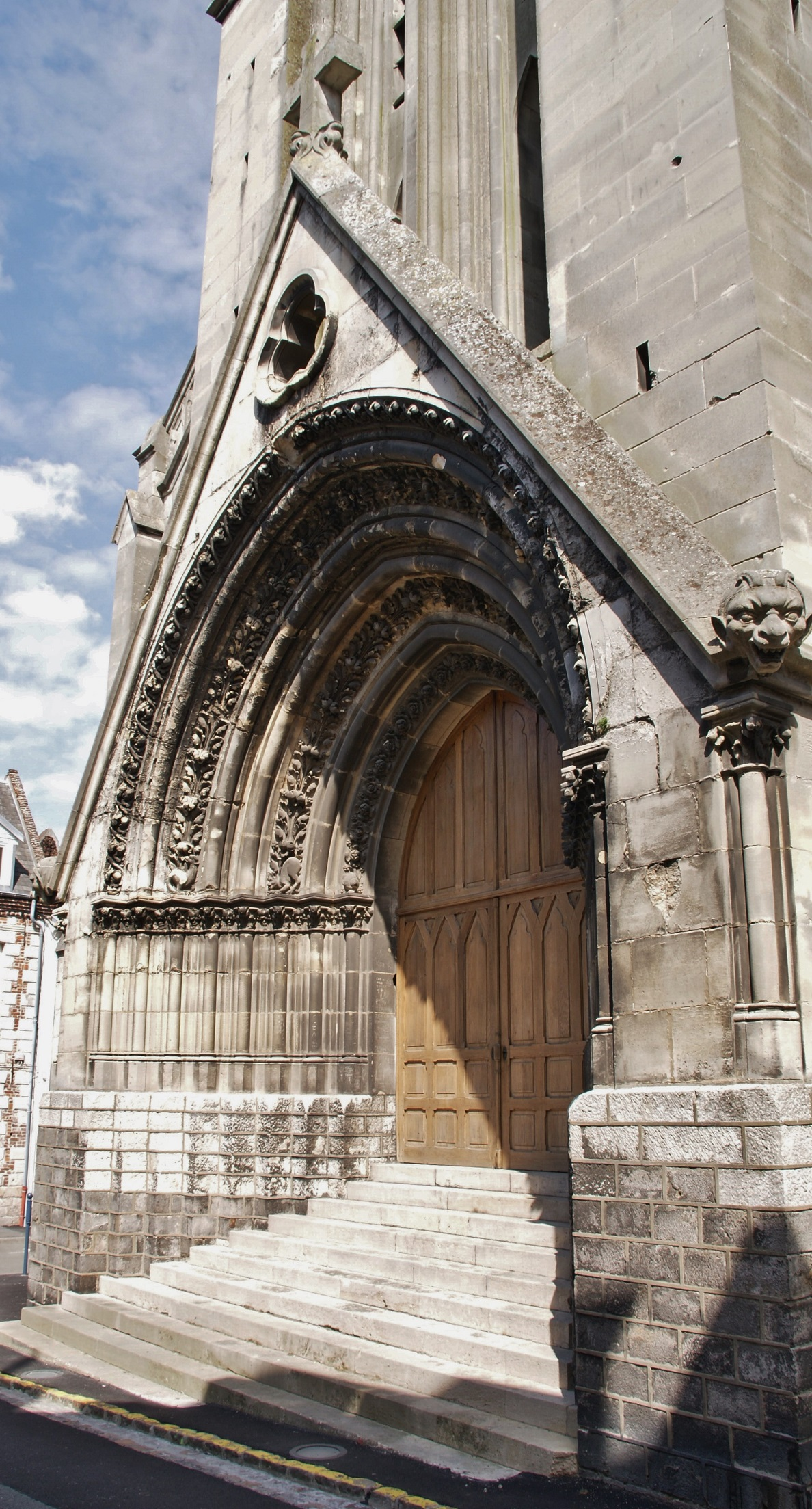
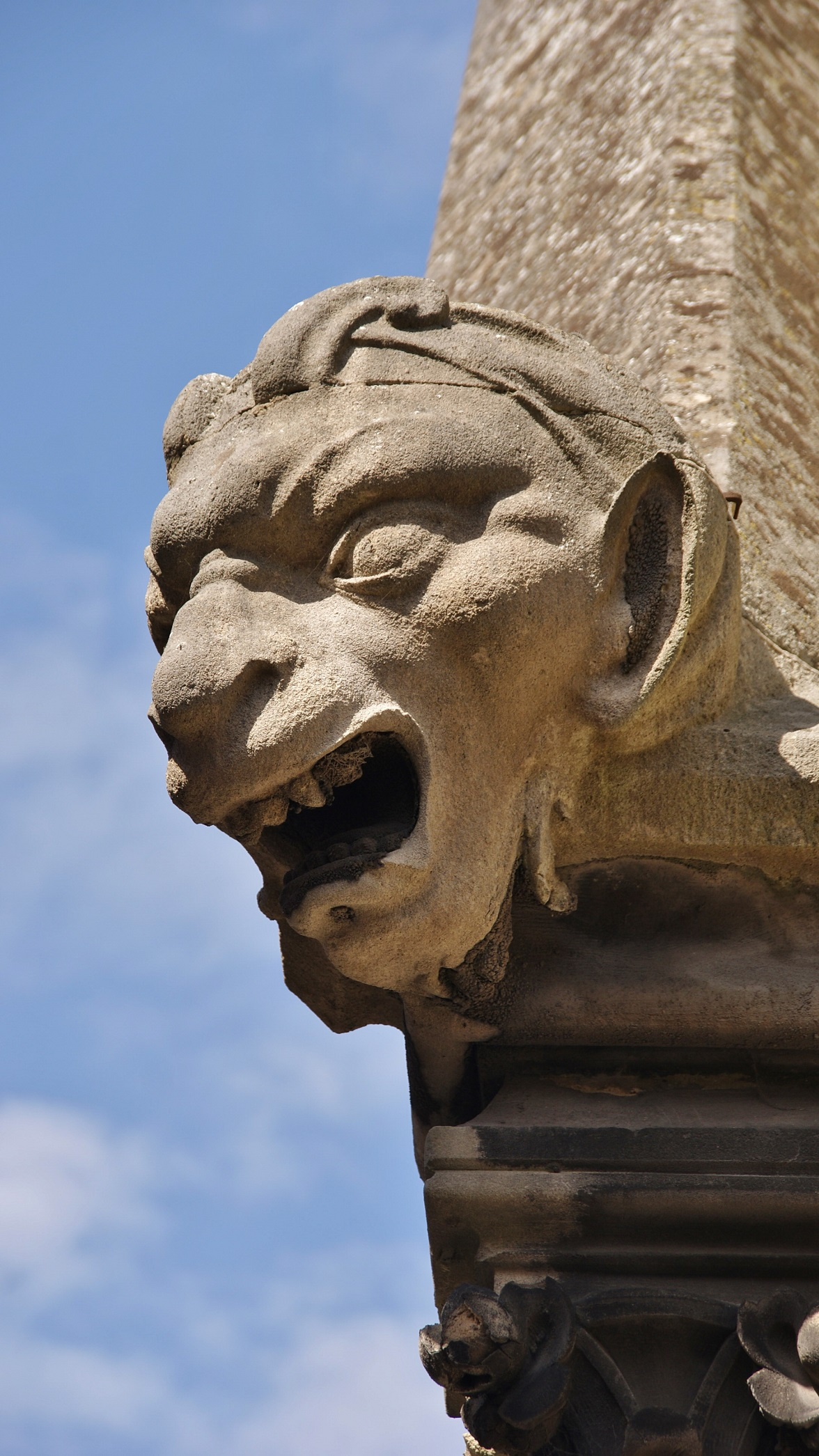